# Татаринцево (Ивановская область)
Татаринцево — опустевшая деревня в Родниковском районе Ивановской области. Входит в состав Филисовского сельского поселения.

## География
Находится в центральной части Ивановской области на расстоянии приблизительно 4 км на север по прямой от районного центра города Родники.

## История
В 1872 году здесь (тогда деревня Нерехтского уезда Костромской губернии) было учтено 20 дворов, в 1907 году — 32.

## Население
Постоянное население составляло 125 человек (1872 год), 131 (1897), 157 (1907), 0 как в 2002 году, так и в 2010.